# Anzegem
Anzegem ([ˈɑnzəɣɛm], fr. Anseghem) – miejscowość i gmina (gemeente) w Belgii, w Regionie Flamandzkim, w prowincji Flandria Zachodnia, w okręgu Kortrijk. Według Dyrekcji Generalnej Instytucji i Ludności, 1 stycznia 2024 roku gmina liczyła 15 148 mieszkańców.
16 października 2014 roku w wyniku pożaru został zniszczony kościół pw. św. Jana (Sint-Jan), który został zbudowany w XII i XIII wieku.

## Podział administracyjny
W skład gminy wchodzi pięć dzielnic (deelgemeente):
- Gijzelbrechtegem
- Ingooigem
- Kaster
- Tiegem
- Vichte

## Osoby

### urodzone w Anzegem
- Aurèle Vandendriessche (1932), belgijski lekkoatleta